# Dani's Castle
Dani's Castle, (informalmente intitolata Rich Jimmy & Kait's Castle nella terza stagione), è una serie televisiva di genere commedia-drammatica. Spin-off della serie Dani's House, la serie è stata trasmessa dal 17 gennaio 2013 al 15 dicembre 2015.

## Trama
Dani eredita, da una defunta zia, un castello nell'Irlanda del Nord. Sognando di diventare la lady del castello, Dani arriva nella sua nuova dimora piena di idee e di ottimismo. Giunta al castello di Bogmoor scopre che è stato votato "l'attrazione turistica più grande del mondo" per 10 anni di seguito e fa conoscenza con i suoi due inquilini: Gabe e Esme, due fantasmi defunti da 250 anni. 
Ma Dani scopre anche di non essere l'unica erede e ben presto conosce un cugino che non sapeva nemmeno di avere e che la zia Marjorie la ha lasciata anche una montagna di debiti e fatture non pagate.

## Produzione
La serie è stata interamente girata nel Killyleagh Castle nella Contea di Down, nell'Irlanda del Nord. Le tre stagioni furono girate, rispettivamente, nelle estati del 2012, 2013 e 2014.

## Episodi
| Stagione         | Episodi | Prima TV originale | Prima TV Italia |
| ---------------- | ------- | ------------------ | --------------- |
| Prima stagione   | 13      | 2013               | Inedita         |
| Seconda stagione | 13      | 2013-2014          | Inedita         |
| Terza stagione   | 13      | 2015               | Inedita         |